# Fortezza da Basso
La Fortezza da Basso (literalmente, «fortaleza de abajo») o Fortezza di San Giovanni Battista (literalmente, «fortaleza de San Juan Bautista») es una obra de traza italiana situada en las murallas de Florencia (Italia). Rodeada por los Viali di Circonvallazione y parte del complejo de la Feria de Florencia (Firenze Fiera), actualmente es sede de numerosos congresos, conciertos y eventos nacionales e internacionales. Además, alberga los laboratorios de restauración de cuadros, documentos, materiales textiles y esculturas de madera, los laboratorios científicos y el laboratorio fotográfico del Opificio delle Pietre Dure, que tiene su sede central en la Via degli Alfani de Florencia.

## Historia
La fortaleza, con el nombre inicial de Castello Alessandria, fue construida por Pier Francesco da Viterbo y Antonio da Sangallo el Joven entre 1534 y 1537 por órdenes de Alejandro de Médici. En esos años, Antonio da Sangallo el Joven también estaba ocupado en la construcción de la Ciudadela de Ancona (1533) y de la Rocca Paolina de Perugia (1540-1543). Estas tres fortificaciones constituyen los primeros ejemplos de la traza italiana. En mayo de 1533 empezaron las excavaciones para la Fortezza da Basso, supervisadas por Alessandro Vitelli y por el arquitecto Pier Francesco da Viterbo. El 15 de julio de 1534 se colocó la primera piedra y en diciembre de ese mismo año las fortificaciones ya estaban completadas en gran medida.

El interior (polvorín y Pabellón Spadolini).

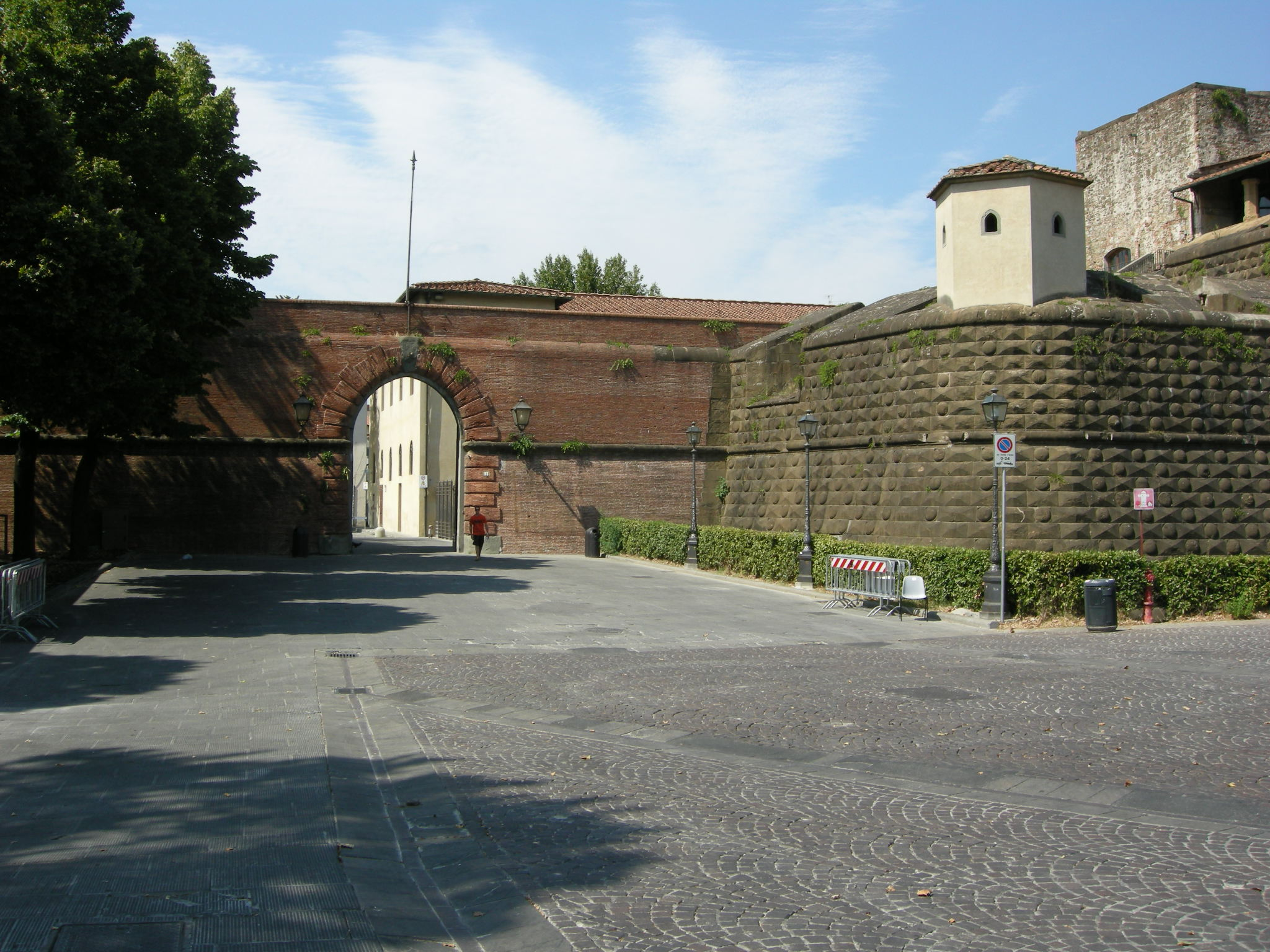
Una entrada a la fortaleza, con la torre o mastio a la derecha.

La gigantesca fortaleza, de planta pentagonal, fue construida con rapidez y abundancia de medios para asegurar el control de la ciudad a los Médici (que acababan de regresar a ella tras el sitio de Florencia) y proporcionar alojamiento a un fuerte contingente de tropas, además de servir como refugio a los gobernantes en caso de revuelta, pero también para impresionar y atemorizar a los florentinos con sus dimensiones. Para acentuar esta impresión, Antonio da Sangallo dotó de un aspecto monumental al lado orientado hacia la ciudad.
La fortaleza mantuvo su papel militar en la época lorenesa, durante la cual se construyeron en su interior otros edificios de interés arquitectónico, como el palacete para los oficiales y un pequeño teatro. En 1775, el marqués de Sade la describió de este modo en su viaje a Italia: «La fortaleza Da Basso o castillo de San Juan Bautista es un pentágono regular con buenos fosos y un camino cubierto. Son dignos de ver el arsenal y la fundición de cañones.» Tras la demolición de las murallas del siglo xiv, efectuada durante la época de Firenze Capitale (1865-1871), la fortaleza quedó aislada y sus fosos fueron rellenados, quedando enterrada la mayor parte de sus murallas.
La Fortezza da Basso, que como muchas otras estructuras similares nunca tuvo que ser utilizada, permaneció en manos del demanio militar hasta 1967. En los años anteriores a esa fecha fue designada como sede del complejo ferial de Florencia y, en consecuencia, se emprendieron unas largas obras de restauración y adaptación que implicaron la demolición de las estructuras de servicio construidas durante el periodo en el que la fortaleza se usó como cuartel. Gracias a estas obras, actualmente es visible la Porta a Faenza, del siglo xiv, y es posible seguir el antiguo curso del Mugnone, un arroyo que discurría por los fosos de la ciudad, así como visitar el interior de la torre y otras estructuras de interés, como el polvorín. Para alojar los eventos de la Feria de Florencia se han construido en su interior dos nuevos pabellones de exposiciones, denominados, por el nombre de sus respectivos proyectistas, Spadolini (1977) y Cavaniglia (1996).
En el interior de la fortaleza se encuentra una de las sedes del Opificio delle Pietre Dure, un centro de referencia en el campo de la conservación y restauración de bienes culturales, con numerosos laboratorios científicos y de restauración. En los jardines de la adyacente Villa Contini Bonacossi se construyó el Palacio de Congresos (Palazzo dei Congressi).

## Descripción
Dado que la fortificación se encontraba en una llanura, según los cánones de la arquitectura militar de la época habría debido tener una planta regular con bastiones completamente desarrollados, idénticos entre sí y dotados de orejones. Sin embargo, en su lugar se optó por una planta con forma de pentágono irregular para implantar el lado de base en las murallas arnolfianas preexistentes. En el centro de este lado, el más largo, se construyó la torre, llamada mastio, una estructura muy original que engloba la antigua Porta a Faenza. En realidad, se trata de una plataforma, es decir, una especie de pequeño bastión inventado por el propio Antonio da Sangallo para interrumpir cortinas demasiado largas y garantizar el tiro de la artillería.
La estructura era por tanto de tipo mixto, con su parte exterior regular y completamente desarrollada, mientras hacia la ciudad prevaleció la necesidad de no invadir demasiado espacio en el interior de las murallas. Se podía encontrar una planta similar en la ciudadela de Piacenza, que no se conserva, también trazada por Pier Francesco da Viterbo.
Mientras la cortina y los bastiones fueron construidos con ladrillos (que, además de ser económicos, tienen mayor capacidad para absorber los impactos de la artillería), el mastio fue edificado en pietraforte y en sus paredes se esculpió un motivo decorativo con bolas, en alusión al escudo de los Médici, y diamantes. Estos aparatos decorativos eran comunes en el Renacimiento (véase, por ejemplo, el Palazzo dei Diamanti de Ferrara), pero nunca más fueron utilizados a esta escala en una obra militar. En el interior de la plataforma se puede visitar la sala octogonal, dotada de una singular bóveda de ladrillos dispuestos a espina de pez, que formaba parte del recorrido de acceso monumental a la fortaleza. Algunos dibujos en acuarela que se han conservado de las diferentes fases del diseño están considerados entre los dibujos más bellos de Antonio da Sangallo el Joven.